# Megalonaias nervosa
Megalonaias nervosa är en musselart som först beskrevs av Rafinesque 1820.  Megalonaias nervosa ingår i släktet Megalonaias och familjen målarmusslor. IUCN kategoriserar arten globalt som livskraftig. Inga underarter finns listade i Catalogue of Life.